# Distretto di Krasnokuts'k
Il distretto di Krasnokuts'k (in ucraino Краснокутський район?) era un distretto (rajon) dell'Ucraina, situato nell'oblast' di Charkiv. Il suo capoluogo era Krasnokuts'k.
È stato soppresso con la riforma amministrativa del 2020.